# Быков, Николай Алексеевич
Николай Алексеевич Быков (6 (18) декабря 1862 — 23 апреля 1939, Ленинград) — русский советский теплотехник, педагог, профессор (с 1910). Директор Электротехнического института (1912—1918), специалист по двигателям внутреннего сгорания.

## Биография
С 1881 — студент медицинского факультета Казанского университета, через год был исключён за участие в студенческих волнениях. В 1888 окончил университет, работал врачом.
Продолжил учёбу в технологическом институте Петербурга, который окончил в 1896 году.
С 1899 — преподаватель в петербургских технологическом и электротехническом институтах, профессор.
После Октябрьской революции читал лекции и руководил кафедрой в Военно-морской академии.

## Научная деятельность
Н. А. Быков — известный специалист по двигателям внутреннего сгорания. Проводил исследования в области термодинамики, решения инженерных задач на практике.
В 1902 впервые в России он начал читать курс двигателей внутреннего сгорания, а также курс паровых турбин.
В 1900—1930 участвовал почти во всех испытаниях новых тепловых машин и в исследованиях причин аварий с ними. Им, в частности, были проведены испытания первого реверсивного дизеля, построенного на заводе «Русский дизель» для первого в мире теплохода. Был постоянным консультантом и экспертом многих предприятий и учреждений («Русского регистра», Научно-исследовательского дизельного института и других).
Автор фундаментального труда «Термодинамика» (1928).

## Избранные труды
- Дополнительные статьи по термодинамике, Л., 1929.